# Bandelin
Bandelin (pol. Bądzielin) – gmina w Niemczech, w kraju związkowym Meklemburgia-Pomorze Przednie, w powiecie Vorpommern-Greifswald, wchodzi w skład Związku Gmin Züssow.